# Аттапы
Аттапы́ (лаос. ອັດຕະປື) — провинция (кхвенг) на юго-востоке Лаоса. Административный центр — одноимённый город.

## География
Площадь провинции составляет 10 320 км². На востоке граничит с Вьетнамом (провинция Контум), а на юге — с Камбоджей (провинции Стынгтраенг и Ратанакири). На севере Аттапы имеет границу с лаосской провинцией Секонг, а на западе — с провинцией Тямпасак. В восточной части провинции находятся Аннамские горы. Там же находится пограничный переходный пункт Пой близ вьетнамского города Плейкан (провинция Контум). Крупнейшие реки — Конг, Каман и Су. На территории провинции имеется несколько относительно крупных водопадов.
В провинции расположено озеро в кратере метеоритного происхождения — Фатомклеэн.

## Население
По данным на 2013 год численность населения составляет 132 535 человек.
Динамика численности населения провинции по годам:
| 1995   | 1996   | 2005    | 2013    |
| ------ | ------ | ------- | ------- |
| 87 943 | 87 700 | 112 171 | 132 535 |

## Административное деление
Провинция разделена на следующие районы:
1. Пхувонг (17-05)
2. Самакхисай (17-02)
3. Санамсай (17-03)
4. Сансай (17-04)
5. Сайсетха (17-01)

## Галерея

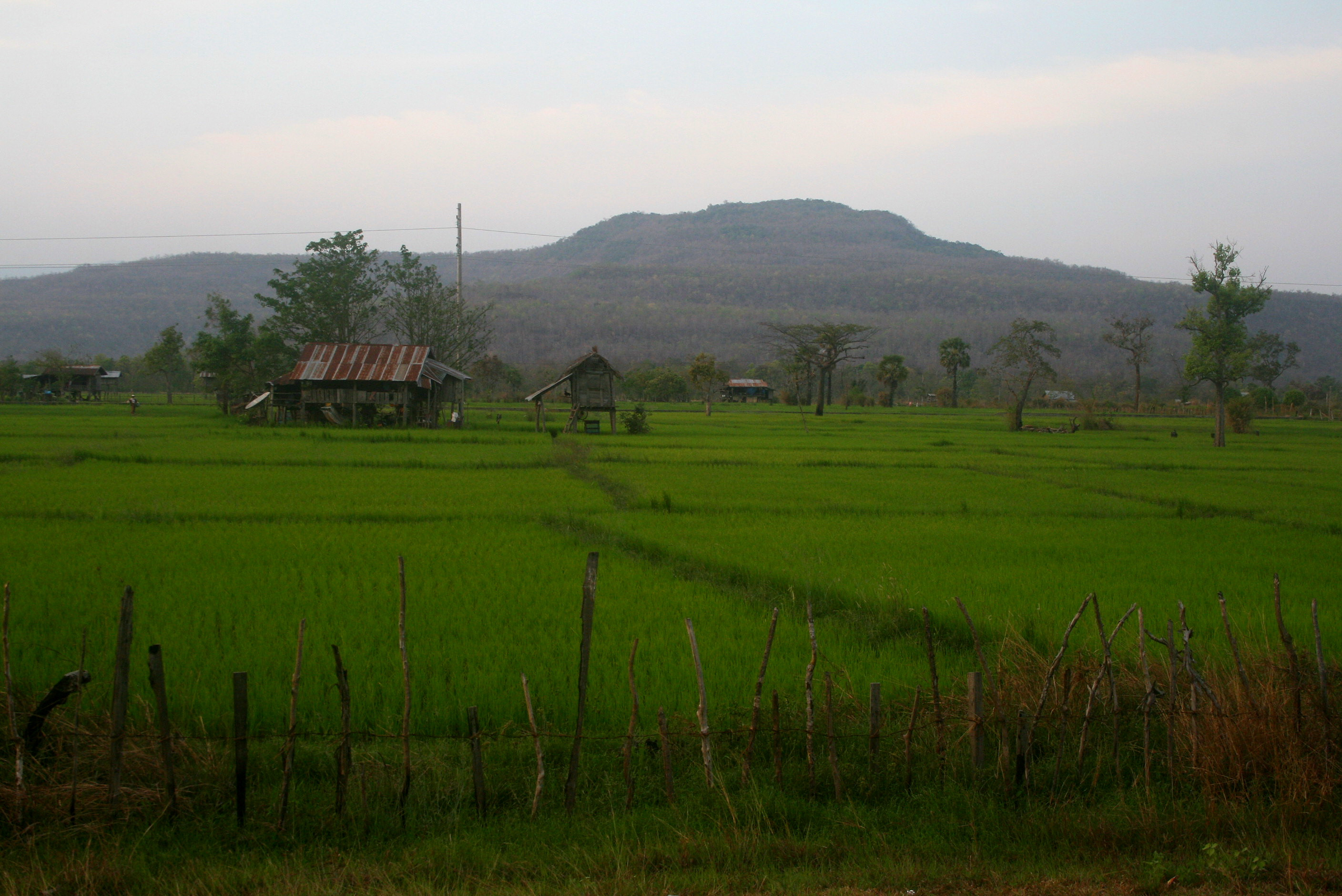
Рисовые поля в Аттапы
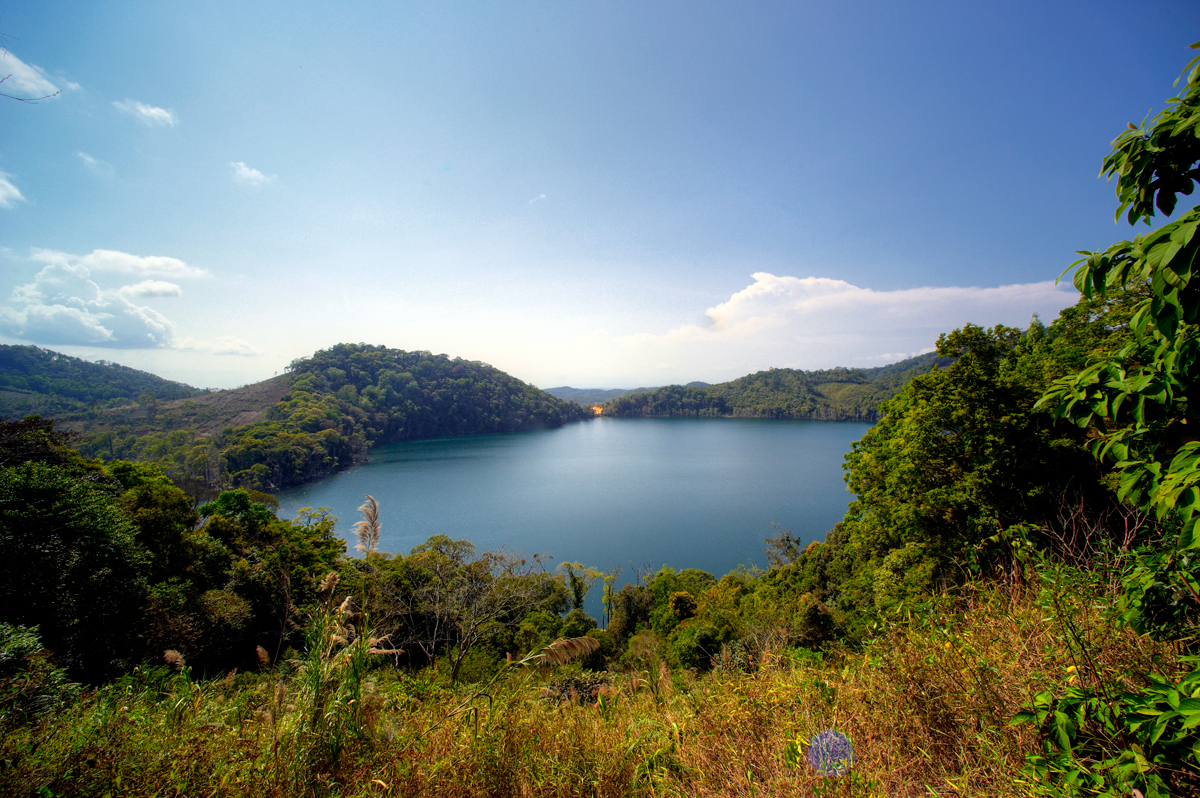
Озеро Фатомклеэн
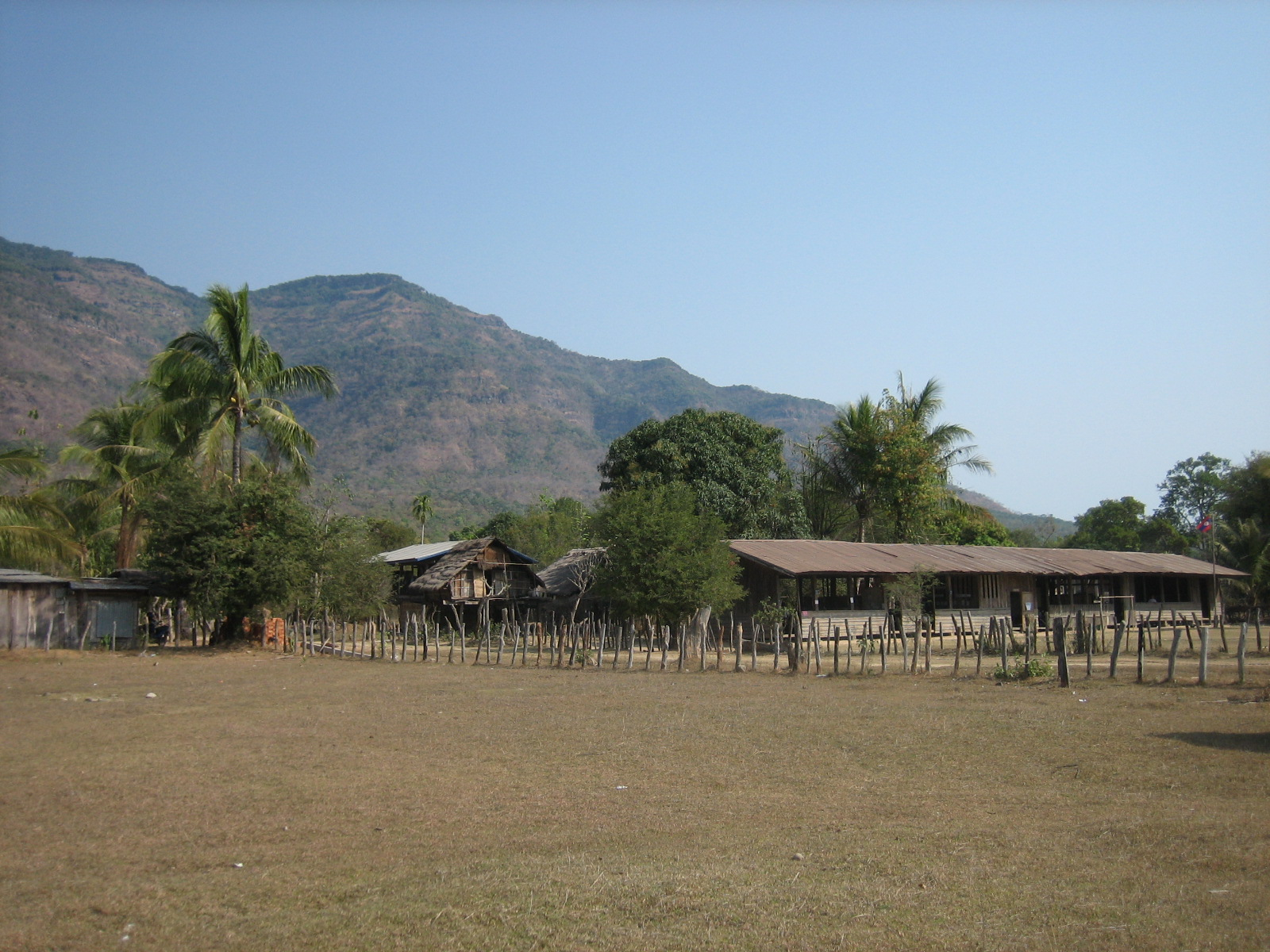
Деревня в провинции Аттапы